# باران (آلبوم)
باران (به انگلیسی: The Rain) نام چهارمین آلبوم موسیقی از مجموعه چهار آلبوم حاصل همکاری هنرمندانِ گروه موسیقی غزل است. این آلبوم تلفیقی از موسیقی کلاسیک ایرانی و هندی می‌باشد.
کیهان کلهر در این اثر کمانچه، شجاعت حسین خان، سی‌تار و ساندیپ داس طبلا می‌نوازد. خواننده این آلبوم، شجاعت حسین خان است.
آلبوم باران در سال ۲۰۰۴ میلادی نامزد جایزه گرمی بهترین موسیقی سنتی ملل شد.

## فهرست آهنگ‌ها
| شماره      | نام        | مدت   |
| ---------- | ---------- | ----- |
| ۱.         | «آبی»      | ۱۸:۱۸ |
| ۲.         | «سبز»      | ۱۴:۵۹ |
| ۳.         | «سرخ»      | ۱۹:۵۰ |
| مجموع مدت: | مجموع مدت: | ۵۳:۱۰ |